# コネクト (テレビ番組)
『コネクト』とは、NHK総合テレビで2011年4月3日から放送されている、デジタル情報を扱うミニ番組。

## 概要
「人と情報、人とモノ、人と人がインターネットという網の目の中で有機的につながる」ことをキーワードに、デジタル情報に関する最新動向や、デジタルの分野に携わる人を取り上げる。
メインテーマとなる「connect_focus」を軸に、デジタルの分野で活動する人物を取り上げる「connect_file」、デジタルの分野で活動する女性を取り上げる「connect_girls」などのコーナーで構成される。
過去に放送された回は、公式サイト上で全編がオンデマンド配信されており、閲覧することができる。
なお、同じNHK総合テレビで2022年4月から、毎週金曜日に生放送（土曜日再放送）されている中国地方向けにNHK広島放送局が制作した『コネクト』という番組があるが、それは同題名異内容であり、関連は一切ない。

## 出演者
現在
- 福田萌（ナビゲーター）
- Sascha（ナレーター）

過去
- 河北麻友子（ナビゲーター）

## 放送日時
- NHK総合 毎月第1土曜日 1:00-1:10（金曜日深夜）

### メインテーマ (connect_focus)
1. Hack For Japan / South by Southwest
2. ブラウザ戦争
3. スマートフォン&モバイルEXPO
4. Electronic Entertainment Expo
5. デジタルカメラ特集[1]
6. IFA & IBC